# 担子站
担子站是一个京沪线上的铁路车站，位于安徽省滁州市南谯区腰铺镇担子社区，建于1920年，目前为四等站，邮政编码为239054。目前客运：不办理旅客乘降、行李、包裹托运；货运：仅办理整车粮食发送。